# Калевишта
Калевишта или Калевишча (грч. Καλή Βρύση, до 1928. грч. Καλέβιστα) је насељено место у општини Нестрам у периферији Западна Македонија, Грчка. Према попису из 2021. године било је 9 становника.
Према бугарском географу и историчару, Василу Канчову, у Калевишту је 1900. године живело 455 Словена хришћана и нешто Албанаца хришћана. За време грађанског рата село је доста страдало, погинуло је 25 мештана, док су 174 избегли у источноевропске земље и Југославију. Остали који су избегли у околна села су се вратили кућама, али су их грчке власти под принудом раселиле и атар Калевишта 1953. прикључили селу Ревани.